# Scandalo Clinton-Lewinsky

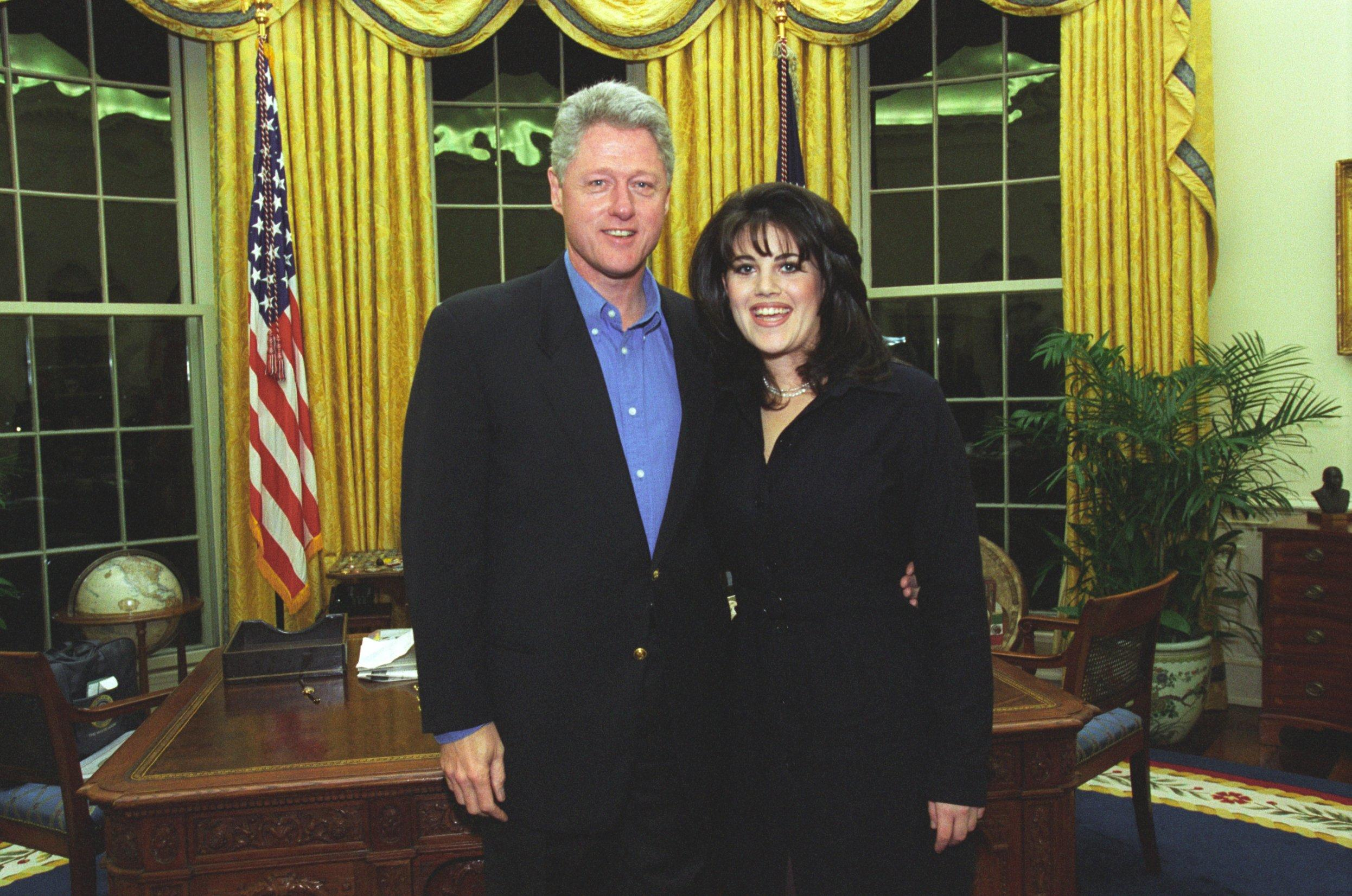
Bill Clinton e Monica Lewinsky, febbraio 1997

Lo scandalo Clinton-Lewinsky, popolarmente noto come sexgate (in Italia anche come sexygate), fu uno scandalo politico-sessuale che coinvolse il presidente degli Stati Uniti d'America Bill Clinton durante il suo secondo mandato, specialmente nel 1998: Clinton fu infatti protagonista di un tradimento extraconiugale con Monica Lewinsky, una stagista ventiduenne della Casa Bianca.

## Storia
Nel 1995 Monica Lewinsky iniziò una relazione con Clinton. La donna ne rivelò i dettagli a una sua amica, Linda Tripp, che lavorava al Dipartimento della Difesa e registrava le telefonate con la Lewinsky. Quando nel 1998 scoppiò il caso Paula Jones (dal nome della giornalista che accusò Clinton di molestie sessuali nel periodo in cui il presidente era governatore dell'Arkansas), la Tripp decise di consegnare i nastri delle telefonate al giudice Ken Starr, che indagò sui comportamenti del presidente. Durante le indagini Clinton ha anche ammesso di aver avuto rapporti extraconiugali con Gennifer Flowers.
Scoppiò lo scandalo (che giunse al suo culmine nell'estate del 1998, con l'interrogazione serrata da parte dei giudici a Clinton durata diverse ore e trasmessa in differita di un mese in televisione), che ebbe risonanza mondiale e che portò la Camera dei rappresentanti a sfiduciare Clinton per aver mentito sulla presunta relazione. Ulteriori indagini portarono nel dicembre 1998 all'impeachment con accuse di falsa testimonianza contro il presidente, e la sua successiva assoluzione da ogni accusa di spergiuro ed ostruzione della giustizia in un processo durato 21 giorni nel gennaio 1999. In una corte civile, Clinton venne multato di 90.000$ dal giudice Susan Webber Wright per aver fornito una falsa testimonianza del caso Paula Jones.
Nel gennaio 2001 la sua licenza all'esercizio della professione forense è stata sospesa in Arkansas per cinque anni; poco dopo, è stato radiato dal presentare casi davanti alla Corte Suprema degli Stati Uniti.
Non mancarono accuse che l'intera vicenda fosse una vendetta dei repubblicani per lo scandalo Watergate.